# Sri Lanka aux Jeux paralympiques d'été de 2016
Le Sri Lanka participe aux Jeux paralympiques d'été de 2016 à Rio de Janeiro. Il s'agit de la sixième participation de ce pays aux Jeux paralympiques d'été.

## Médaillés
| Médaille | Nom                   | Sport      | Événement             |
| -------- | --------------------- | ---------- | --------------------- |
| Bronze   | Dinesh Priyantha (en) | Athlétisme | Lancer du javelot F46 |

## Athlètes
5 athlètes sont qualifiés en athlétisme :
- Anil Prasanna Jayalath et Buddhika Indrapala en 200 m T42 et en saut en longueur T42/T44 (masculin) ;
- Ajith Hettiarachchi en 200 m et 400 m T42 (masculin) ;
- Gamini Ketawala en lancer du javelot F46 (masculin) ;
- Amara Indumathi en saut en longueur T20/47 (féminin).